# Godsmack
Godsmack je americká heavy metalová skupina pocházející z Lawrence, Massachusetts. Kapelu tvoří frontman a skladatel písní Sully Erna, kytarista Tony Rombola, baskytarista Robbie Merrill a bubeník Shannon Larkin. Během své působnosti vydali Godsmack již osm studiových alb, jedno EP, jedno demo, tři DVD a po celém světě prodali více než 19 milionů nahrávek.
Skupina se může pyšnit třemi studiovými deskami (Faceless, IV, a The Oracle), které dobyly vrchol Billboard 200. V Billboard Hot Mainstream Rock Tracks (prestižní rocková hitparáda) se patnáct písní od kapely umístilo v Top 5, takového úspěchu nedosáhly ani tak světoznámé skupiny jako Linkin Park nebo Metallica. Godsmack také často vystupují na velkých festivalech typu Ozzfest. V současnosti je to jedna z nejpopulárnějších heavy metalových skupin ve Spojených státech.

## Historie

### Počátky (1995–97)
V únoru 1995 se Sully Erna rozhodl založit kapelu, ve které by figuroval jako zpěvák. Rozhodnutí to bylo zarážející, protože Sully Erna měl dlouholetou praxi v hraní na bicí (23 let), dokonce hrál v již rozpadlé kapele Strip Mind. Název nově vzniklé skupiny zněl The Scam a skládala se z již zmíněného Ernyho, baskytaristy Robbieho Merrillla, kytaristy Lee Richardse a bubeníka Tommyho Stewarta. Po nahrání dema si formace rychle změnila jméno na Godsmack. Kapela začala vystupovat po malých klubech v jejich domovském městě Bostonu. Písně jako „Whatever" a „Keep Away" si rychle získaly slušný ohlas u místních posluchačů a Godsmack se stávali v Bostonu (potažmo v celé Nové Anglii) poměrně populární.
Název skupiny je podle Merrilla odvozen z písně „God Smack" od Alice in Chains (baskytarista tak informoval na DVD Smack This!). Na druhou stranu, zpěvák Erna v jednom z interviewů uskutečněném roku 1999 oznámil, že jméno Godsmack je inspirováno barovým humorem. Jak frontman prohlásil: „Byli jsme si vědomi existence stejnojmenné písně od Alice in Chains, ale příliš nás to neovlivnilo."
V roce 1996 se ke skupině připojil kytarista Tony Rombola a bubeník Joe D'Arco. Stalo se tak po odchodu Richardse a Stewarta (první opustil Godsmack kvůli svému malému synovi a druhý kvůli osobním problémům). Ještě v tomtéž roce kapela nahrála své první studiové CD nazvané All Wound Up. Tvorba desky trvala pouhé tři dny a stála 2600 dolarů.
Další dva roky Godsmack vystupovali po celém Bostonu, bez větších úspěchů. Nakonec se All Wound Up dostalo do rukou DJ Rocko, který pracoval pro rádio WAAF (FM). Ve vysílání této stanice se začala velmi často hrát píseň „Keep Away", přičemž se dokázala probojovat na první místo bostonské rockové hitparády. Vydavatelství Newbury Comics souhlasilo s prodáváním nahrávky ve svých obchodech, což byl pro Godsmack velký skok vpřed. Po úspěchu „Keep Away" se kapela rozhodla nahrát nový song, „Whatever", který se stejně jako „Keep Away" stal neobyčejně populární.
V jednom rozhovoru Sully Erna konstatoval: „Před tím, než si našeho CD všimla WAAF (FM), prodali jsme tak 50 kopií měsíčně. Náhle začaly prodeje rychle stoupat. Bylo to bláznivé a nejzvláštnější na tom bylo, že jsme nemuseli hnout ani prstem. Po tolika letech se daly věci konečně do pohybu."

### Godsmack(1998–99)
V létě 1998 podepsali Godsmack nahrávací smlouvu s Universal/Republic. Joe D'arco opustil skupinu, protože měl řadu osobních problémů s Ernou a kapela přijala Tommyho Stewarta, který v Godsmack již nějakou dobu působil. All Wound Up, první studiová deska kapely byla od základu předělána a její materiál použit na následujícím albu. Skupina dokončila svůj stejnojmenný debut Godsmack a o šest týdnů později (25. srpna 1998) jej vydala. V tomto období Godsmack odstartovali své první turné „The Voodoo Tour". Kapela samozřejmě vyrazila i na další koncerty a velké festivaly, příkladem může být Ozzfest a Woodstock 1999. Následovalo evropské turné pod křídly legendárních Black Sabbath. Roxanne Blanford z Allmusic dala albu Godsmack tři z pěti hvězdiček a napsala: „Godsmack zcela jistě přivedli metal do nové technologické doby." Deska je první nahrávkou skupiny, která se umístila v Billboard 200 (22. místo). CD Godsmack se stalo v roce 1999 ve Spojených státech zlaté (500 000+) a roku 2001 4x platinové (4000 000+).
Album je vnímáno kontroverzně, hlavně kvůli textům obsahující časté nadávky. Jeden otec si po poslechnutí desky patřící synovi šel stěžovat do obchodního řetězce Wal-Mart na dostupnost Godsmack malým dětem. Na to Wal-Mart a Kmart (další obchodní řetězec) stáhli nahrávku ze svých prodejen. Godsmack a jejich hudební vydavatel později opatřili album nálepkou Parental Advisory (dostupné osobám starším 17 let), tím pádem bylo CD opět umístěno do velkoobchodů. Sully Erna mluvil o této situaci v časopise Rolling Stone: „Naše deska byla v obchodech více než rok bez parental advisory a toto byla první a jediná stížnost…. Nakonec jsme se však rozhodli opatřit Godsmack zmíněnou visačkou." Tyto spory se prodejnosti alba vůbec nedotkly, ba naopak. Jak prohlásil Sully Erna: „Kontroverze Godsmack mladé přímo popichovala ke koupi nahrávky, aby mohli zjistit, co je na desce tak zvláštní."

### Awake(2000–02)
V roce 2000 se Godsmack vrátili do studia a po multi-platinovém úspěchu Godsmack začali pracovat na novém studiovém albu Awake. Deska se dostala do prodeje 31. října 2000 a debutovala na 5. místě Billboard 200 s prodeji činícími v otevíracím týdnu 256 000 kusů. Awake se i přes komerční úspěch nepodařilo dosáhnout prodejnosti Godsmack, ovšem to nic nemění na tom, že je nahrávka v USA prohlášena za 2x platinovou (2000 000+). Singl „Awake" se stal prvním songem od Godsmack, který obsadil 1. místo v americké Hot Mainstream Rock Tracks. Píseň „Vampires" obdržela nominaci Grammy za Best Rock Instrumental Performance (nejlepší rockovou instrumentální píseň) pro rok 2002. Po vydání Awake se Godsmack odebrali do Evropy, kde podporovali turné Limp Bizkit. Erna o této době řekl: „Vystupovali jsme nonstop od srpna 1998, takže většina textů k Awake byla napsána během cestování mezi Amerikou a Evropou." Vystoupení na Ozzfestu bylo vlastně jediné, kde Godsmack nevévodili. Kapela hrála na Ozzfestu roku 2000, tedy již podruhé.
Dvě písně z Awake („Sick of Life" a „Awake") byly armádou Spojených států použity v jejích televizních reklamách jako doprovodná hudba. Erna informoval: „Někdo v armádě je náš fanoušek a oslovil nás, jestli nemůže použít naši hudbu na propagaci náboru rekrutů do armády a my jsme souhlasili." Avšak, jak Erna doplnil: „Godsmack nepodporují žádný ozbrojený konflikt nebo agresi vůči cizí zemi, v tomto nejsme zastánci naší vlády a nestrkáme nos do věcí jiných lidí. Co děláme je to, že podporujeme naše vojáky. Muže a ženy, kteří jdou kamkoliv, aby bojovali za naši vlast, naše životy a svobodu. Tak to cítím já."

### FacelessaThe Other Side(2002–05)

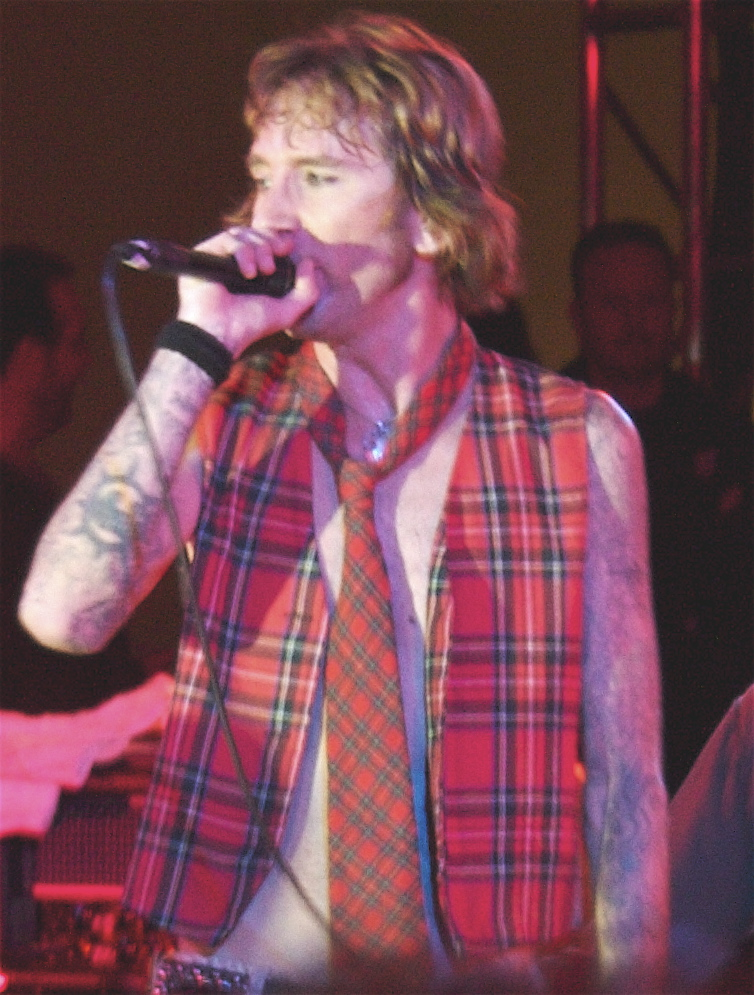
Shannon Larkin je současný bubeník Godsmack

Roku 2002 byl Erna požádán o napsání a nahrání písně k soundtracku pro film The Scorpion King (Král Škorpion). Tento film patří k sérii snímků Mumie, přičemž jeho předchůdce je The Mummy Returns (Mumie se vrací). Godsmack tedy vytvořili píseň „I Stand Alone" a k ní i potřebný videoklip. „I Stand Alone" je jeden z největších hitů kapely, který dominoval rockovým rádiím v Americe a je certifikován jako zlatý (500 000+). Píseň byla také použita ve hře Prince of Persia: Warrior Within.
Ještě před započetím tvorby třetího studiového alba, odešel od Godsmack znovu Tommy Stewart (opět kvůli osobním rozdílům). Místo bubeníka rychle obsadil Shannon Larkin (dřívější člen skupin Ugly Kid Joe, Souls at Zero, Wrathchild America, MF Pitbulls) a Godsmack nahráli své nové album Faceless. Deska se umístila na 1. místě Billboard 200, prodávající v první týdnu 269 000 kopií. Faceless tím pádem dokázalo vystrnadit z prvního místa CD Meteora od nu metalové formace Linkin Park. Nahrávka se navíc umístila na 9. místě Top Canadian Albums a na 1. místě Top Internet Albums, kde kralovala po dva týdny. Následovalo ohromující turné po boku Metallicy, zahrnující velkou část Ameriky a Evropy. Nakonec bylo Faceless v USA certifikováno jako platinové (1000 000+).
Úvodní singl z Faceless je „Straight Out of Line". Tato píseň prorazila do Billboard Hot 100 a okupovala 73. místo. Rovněž získala nominaci Grammy za Best Hard Rock Performance (nejlepší hard rockové provedení), ovšem cenu nevyhrála (vítězem byl singl „Bring Me to Life" od Evanescence). Song „I Fucking Hate You" byl použit v televizním spotu propagující film Piráti z Karibiku: Prokletí Černé perly.
Album dostalo své jméno po incidentu u bazénu, který později objasnil Larkin a Erna. Baskytarista Merrill ovšem uvedl jiné tvrzení: „Jméno Faceless vystihuje pocity celé kapely. Navzdory úspěchu komerčnímu a prodejnímu, jsme měli pocit, že to stále není ono."
16. března 2004 realizovali Godsmack akustické EP The Other Side. Deska debutovala na 5. místě Billboard 200 s 98 000 prodanými nosiči v otevíracím týdnu, což je na EP (navíc akustické) neobvykle vysoká pozice. CD obsahuje dříve nezveřejněné písně i nově předelané známé singly. Jeden z nových songů (druhý singl z The Other Side), „Touché", nabízí k poslechu přizvaného kytaristu Lee Richardse a zpěváka Johna Kosco, který byl frontman nyní již rozpadlé kapely Dropbox. Další dvě nové akustické písně nesou titulky „Running Blind" (první singl) a „Voices". Song „Asleep" je ve skutečnosti předělanou verzí singlu „Awake" z druhého studiového alba Awake. Na The Other Side se Godsmack vzdalují svým hutným, silným písním a přistupují k zjemnělému akustickému stylu, podobnému na EP od Alice in Chains (Sap a Jar of Flies). Kvůli této podobnosti byli Godsmack některými recenzenty kritizováni. I tak je The Other Side v USA označeno za zlaté (500 000+).
V roce 2004 předskakovala skupina na turné Madly in Anger with the World tour pro Metallicu a vystupovala na koncertech společně s Dropbox. Později, na podzim 2004, uskutečnili Godsmack několik akustických show na podporu The Other Side a v té samé době dokončili turné s Metallicou.

### IVaTen Years of Godsmack(2006–07)

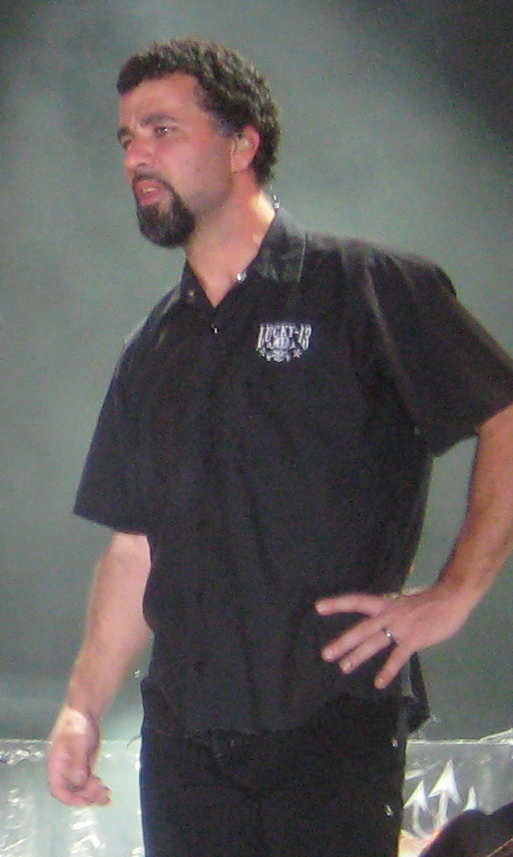
Tony Rombola, kytarista Godsmack

25. dubna 2006 spatřilo světlo světa čtvrté studiové album od Godsmack jednoduše nazvané IV a následované „The IV tour" končící až v srpnu 2007. Album bylo produkováno Ernou a vytvořené světoznámým producentem Andy Johnsem, známého tvorbou Led Zeppelin IV. Pilotním singlem z IV je píseň „Speak", která dominovala americkým rockovým rádiím a probojovala se na 85. místo Billboard Hot 100. Deska samotná se umístila na 1. místě Billboard 200 a v úvodním týdnu prodala 211 000 kusů. IV je prozatím v USA certifikována jako zlatá. Kapela napsala pro album více než čtyřicet písní, ovšem finální tracklist obsahoval pouze jedenáct songů. Larkin to okomentoval: „Je to Sullyho skupina a on má svou vizi. Prohrabal se všemi písněmi a vybral si ty songy, které chtěl mít na CD. Každý z nás říkal 'vše v pořádku'. On měl vždy představu o všem co se týká Godsmack, ať už to byl pouhý obal alba, produkce a tvorba, či vystupování v televizních show. Prostě všechno. Když je čas vybírat písně, je to jen Sullyho věc."
Jméno desky IV není odvozeno pouze z holého faktu, že je to čtvrtá plnohodnotná nahrávka od Godsmack, ale má své kořeny v zákulisním humoru, jak Larkin a Erna sdělili:
| „ | Měli jsme jednoho hlídače, velkého, tvrdého chlapa s jménem J.C. Je to další chlapík z Bostonu a v Bostonu se čtyři nevyslovuje „four", ale „fou". Pořád si prohlížel dívky v zákulisí a hodnotil je od jedničky do desítky. Pokud to ale nebyla desítka, byla to vždy čtyřka („fou"). Obvykle když viděl další holky tak jenom ukázal na prstech čtyři a my se začali hlasitě smát. A teď to nejsrandovnější. Jednou se kolem něj motal kluk s dvěma holkama po boku a on na to: „Hey chlapče, dvě čtyřky nedělají osmičku!" A tak jsem své nadcházející album pojmenovali IV. S tímto CD nechceme být nějak originální, prostě chceme udělat desku, která se bude líbit všem. Víme, že existují tisíce nahrávek s titulkem IV, ale nám to přijde vhodné. | “ |

Aby oslavili deset let své působnosti, vydali Godsmack 4. prosince 2007 své největší hity na desce nazvané Good Times, Bad Times... Ten Years of Godsmack. Album okupovalo 35. místo v Billboard 200 a prodalo v prvním týdnu 40 000 kopií. CD nabízí největší hity Godsmack, cover verzi známé písně „Good Times Bad Times" od Led Zeppelin a DVD obsahující akustické vystoupení kapely v Las Vegas (přesněji v House of Blues). Po dokončení alba pořádali Godsmack akustické turné. Navzdory zprávám o plánované přestávce plynoucí z tvorby největších hitů, Erna informoval: „V žádném případě nechceme skončit, jen si chceme užít své desetileté výročí, toť vše. Až si dobijeme baterky tak se vrátíme větší a zkaženější, než kdykoliv předtím."

### The Oracle(2008–současnost)
V listopadu 2008 Larkin oznámil, že kapela nejspíše začne pracovat na novém albu. V létě 2009 Godsmack podporovali Mötley Crüe na festivalu Crüe Fest 2 a vypustili do rádií nový singl, „Whiskey Hangover", který neměl být součástí žádného CD, ale nakonec figuroval v limitované edici nadcházejícího alba. Po turné se skupina vrátila do studia a odstartovala nahrávací proces. Deska měla dostat jméno Saints & Sinners, ovšem název byl později změněn, protože není příliš originální. Producentem nahrávky je Erna a přizvaný Dave Fortman (produkoval desky kapely Slipknot a Evanescence). Páté studiové album Godsmack nese titulek The Oracle a zahajovalo svůj prodej 4. května 2010. Deska prodala 117 000 nosičů v otevíracím týdnu a debutovala tak na 1. místě Billboard 200. The Oracle je členy Godsmack popisována jako velmi silná, úderná nahrávka a sám Erna prohlásil: „Je to naše nejagresivnější album." První singl z desky se jmenuje „Crying Like A Bitch" a stejně jako předešlé „I Stand Alone" nebo „Speak" si vydobyl náležitý respekt. Píseň je zatím třetí počin od kapely, který prorazil do Billboard Hot 100 (74. místo).

## Hudební styl a vlivy

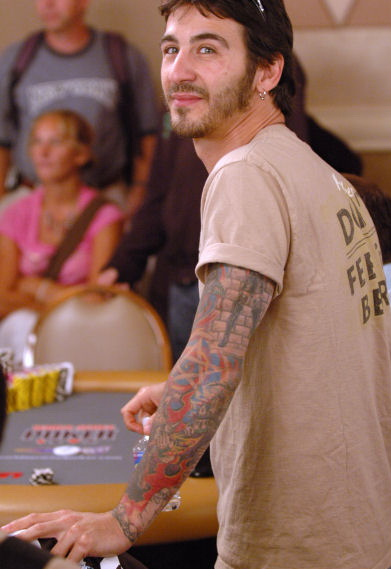
Sully Erna v roce 2006

Kapelu po hudební stránce ovlivnili hlavně Alice in Chains, Black Sabbath, Led Zeppelin, Aerosmith, Judas Priest, Pantera, Metallica a Rush (souhlasně to tvrdí Erna, Larkin a Rombola). Erna označil Laynea Staleyho za svůj přední hudební vzor. Web Subvulture.com popisuje první dvě alba od Godsmack jako velmi podobná desce Dirt od Alice in Chains. Současnější tvorba se již vzdaluje produkci Alice in Chains a sám zpěvák Erna prohlásil: „Nikdy jsem je v naší hudbě neslyšel."
Server Alternative Press popisuje skupinu jako „vřející, silně kytarový hybrid všeho, co je těžké, minulé a současné." Katherine Turmanová z Amazon.com označila muziku Godsmack za „temnou, vířející a impozantní."
Zpěv Sullyho Erny je přirovnáván k hrdelně zlověstným vokálům Laynea Stalyho a bručícím, metalovým growlů Jamese Hetfielda. Merrillovo hraní na basu se popisuje jako silné a propracované. Tony Rombola je často chválen za svá osobitá kytarová sóla a bubnování Shannona Larkina je přirovnáváno k práci Neila Pearta a Johnyho Bonhama.

## Členové kapely
Současní
- Sully Erna – zpěv, rytmická kytara, klávesy, bicí, harmonika (1995–dosud)
- Tony Rombola – vedoucí kytara, vokály v pozadí (1997–dosud)
- Robbie Merrill – basa (1996–dosud)
- Shannon Larkin – bicí (2002–dosud)
  - Poznámka: Erna hrál na bicí v albu Godsmack a v současnosti příležitostně bubnuje při živých vystoupeních společně s Larkinem.

Bývalí
- Lee Richards – kytara (1996–1997)
- Joe Darco – bicí (1996–1997)
- Tommy Stewart – bicí (1997–2002)

## Nominace Grammy
Grammy Awards
- Godsmack byli nominováni na čtyři ceny Grammy.[58]

| Rok  | Píseň                  | Kategorie                          | Výsledek |
| ---- | ---------------------- | ---------------------------------- | -------- |
| 2001 | „Vampires“             | Best Rock Instrumental Performance | Nominace |
| 2003 | „I Stand Alone“        | Best Rock Song                     | Nominace |
| 2003 | „I Stand Alone“        | Best Hard Rock Performance         | Nominace |
| 2004 | „Straight Out of Line“ | Best Hard Rock Performance         | Nominace |

## Diskografie

### Studiová alba
| Rok                                                     | Název alba                                                                                           | Umístění v hitparádách | Umístění v hitparádách | Umístění v hitparádách | Umístění v hitparádách | Umístění v hitparádách | Umístění v hitparádách | Umístění v hitparádách | Umístění v hitparádách | Umístění v hitparádách | Certifikace                      |
| Rok                                                     | Název alba                                                                                           | USA                    | AUS                    | CAN                    | SWI                    | GER                    | AUT                    | NLD                    | NZ                     | GR                     | Certifikace                      |
| ------------------------------------------------------- | --- | ---------------------- | ---------------------- | ---------------------- | ---------------------- | ---------------------- | ---------------------- | ---------------------- | ---------------------- | ---------------------- | -------------------------------- |
| 1998                                                    | Godsmack - Vydáno: 25. srpna 1998 - Vydavatel: Universal, Republic - Formát: CD, CS (53190)          | 22                     | —                      | —                      | —                      | —                      | —                      | —                      | —                      | —                      | USA: 4× Platinová CAN: Zlatá     |
| 2000                                                    | Awake - Vydáno: 30. října 2000 - Vydavatel: Universal, Republic - Formát: CD (159688)                | 5                      | —                      | 9                      | —                      | 59                     | 26                     | —                      | 38                     | —                      | USA: 2× Platinová CAN: Platinová |
| 2003                                                    | Faceless - Vydáno: 8. dubna 2003 - Vydavatel: Universal, Republic - Formát: CD (067854)              | 1                      | —                      | 9                      | —                      | 70                     | —                      | 98                     | 36                     | —                      | USA: Platinová CAN: Zlatá        |
| 2006                                                    | IV - Vydáno: 25. dubna 2006 - Vydavatel: Universal, Republic - Formát: CD (654802)                   | 1                      | 65                     | 4                      | 100                    | 56                     | 65                     | —                      | —                      | —                      | USA: Zlatá                       |
| 2010                                                    | The Oracle - Vydáno: 4. května 2010 - Vydavatel: Universal, Republic - Formát: CD, digitální stažení | 1                      | —                      | 2                      | —                      | 72                     | —                      | —                      | —                      | 11                     | USA: Zlatá                       |
| 2014                                                    | 1000hp - Vydáno: 5. srpna 2014 - Vydavatel: Universal, Republic - Formát: CD, digitální stažení      | 3                      | —                      | 2                      | —                      | 66                     | —                      | —                      | —                      | —                      |                                  |
| 2018                                                    | When Legends Rise - Vydáno: 27. dubna 2018 - Vydavatel: BMG - Formát: CD, digitální stažení          | 8                      | —                      | 6                      | —                      | 21                     | —                      | —                      | —                      | 32                     | USA: Zlatá                       |
| 2023                                                    | Lighting Up the Sky - Vydáno: 24. února 2023 - Vydavatel: BMG - Formát: CD, digitální stažení        | —                      | —                      | —                      | —                      | —                      | —                      | —                      | —                      | —                      |                                  |
| „—“ značí vydání, která se neumístila v dané hitparádě. | |                        |                        |                        |                        |                        |                        |                        |                        |                        |                                  |

### EP
| Rok  | Název alba                                                                                         | Umístění v hitparádách | Umístění v hitparádách | Certifikace |
| Rok  | Název alba                                                                                         | USA                    | CAN                    | Certifikace |
| ---- | -------------------------------------------------------------------------------------------------- | ---------------------- | ---------------------- | ----------- |
| 2004 | The Other Side - Vydáno: 16. března 2004 - Vydavatel: Universal, Republic - Formát: CD (000240136) | 5                      | 30                     | USA: Zlatá  |

### Kompilace
| Rok  | Název alba | Umístění v Billboard 200 |
| ---- | --- | ------------------------ |
| 2007 | Good Times, Bad Times... Ten Years of Godsmack - Vydáno: 4. prosince 2007 - Vydavatel: Universal, Republic - Formát: CD (001029600) | 35                       |

### Dema
| Rok  | Název dema                                                                    |
| ---- | ----------------------------------------------------------------------------- |
| 1997 | All Wound Up - Vydáno: 28. července 1997 - Vydavatel: EK Records - Formát: CD |

### Singly
| Rok                                                     | Singl                  | Umístění v hitparádách | Umístění v hitparádách | Umístění v hitparádách | Umístění v hitparádách | RIAA cert. | Album                                          |
| Rok                                                     | Singl                  | US                     | US Main                | US Mod                 | US Rock                | RIAA cert. | Album                                          |
| ------------------------------------------------------- | ---------------------- | ---------------------- | ---------------------- | ---------------------- | ---------------------- | ---------- | ---------------------------------------------- |
| 1998                                                    | „Whatever“             | 116                    | 7                      | 19                     | —                      |            | Godsmack                                       |
| 1999                                                    | „Keep Away“            | —                      | 5                      | 31                     | —                      |            | Godsmack                                       |
| 1999                                                    | „Voodoo“               | 102                    | 5                      | 6                      | —                      |            | Godsmack                                       |
| 2000                                                    | „Bad Religion“         | —                      | 8                      | 32                     | —                      |            | Godsmack                                       |
| 2000                                                    | „Awake“                | 101                    | 1                      | 12                     | —                      |            | Awake                                          |
| 2001                                                    | „Greed“                | 123                    | 3                      | 28                     | —                      |            | Awake                                          |
| 2001                                                    | „Bad Magick“           | —                      | 12                     | 28                     | —                      |            | Awake                                          |
| 2002                                                    | „I Stand Alone“        | 103                    | 1                      | 20                     | —                      | Zlatá      | Faceless                                       |
| 2003                                                    | „Straight Out of Line“ | 73                     | 1                      | 9                      | —                      |            | Faceless                                       |
| 2003                                                    | „Serenity“             | 113                    | 7                      | 10                     | —                      |            | Faceless                                       |
| 2003                                                    | „Re-Align“             | —                      | 3                      | 28                     | —                      |            | Faceless                                       |
| 2004                                                    | „Running Blind“        | 123                    | 3                      | 14                     | —                      |            | The Other Side                                 |
| 2004                                                    | „Touché“               | —                      | 7                      | 33                     | —                      |            | The Other Side                                 |
| 2006                                                    | „Speak“                | 85                     | 1                      | 10                     | —                      |            | IV                                             |
| 2006                                                    | „Shine Down“           | —                      | 4                      | 31                     | —                      |            | IV                                             |
| 2006                                                    | „The Enemy“            | —                      | 4                      | —                      | —                      |            | IV                                             |
| 2007                                                    | „Good Times Bad Times“ | 124                    | 8                      | 28                     | —                      |            | Good Times, Bad Times... Ten Years of Godsmack |
| 2009                                                    | „Whiskey Hangover“     | 102                    | 1                      | 20                     | 7                      |            | The Oracle                                     |
| 2010                                                    | „Cryin' Like A Bitch“  | 74                     | 1                      | 25                     | 7                      |            | The Oracle                                     |
| 2010                                                    | „Love-Hate-Sex-Pain“   | —                      | 2                      | 24                     | 5                      |            | The Oracle                                     |
| „—“ značí vydání, která se neumístila v dané hitparádě. |                        |                        |                        |                        |                        |            |                                                |

### Videoklipy
| Rok  | Název                  | Režisér              |
| ---- | ---------------------- | -------------------- |
| 1999 | „Whatever“             | Michael Alperowitz   |
| 1999 | „Keep Away“            | Peter Christopherson |
| 1999 | „Voodoo“               | Dean Karr            |
| 2000 | „Awake“                | Troy Smith           |
| 2001 | „Greed“                | Troy Smith           |
| 2002 | „I Stand Alone“        | The Brothers Strause |
| 2003 | „Straight Out of Line“ | Dean Karr            |
| 2003 | „Serenity“             | Sully Erna           |
| 2006 | „Speak“                | Wayne Isham          |
| 2007 | „Good Times Bad Times“ | Rocky Schenck        |
| 2010 | „Cryin' Like A Bitch“  | Paul Harb            |

### Video alba
| Rok  | Název alba                                                                                       | Certifikace               |
| ---- | ------------------------------------------------------------------------------------------------ | ------------------------- |
| 2001 | Godsmack Live - Vydáno: 9. července 2001 - Vydavatel: Universal, Republic - Formát: DVD (1373CM) | USA: Zlatá                |
| 2002 | Smack This! - Vydáno: 9. dubna 2002 - Vydavatel: Universal, Republic - Formát: DVD (016619)      |                           |
| 2004 | Changes - Vydáno: 14. října 2004 - Vydavatel: Universal, Republic - Formát: DVD (461073)         | USA: Zlatá CAN: Platinová |